# Općinska nogometna liga Daruvar 1978./79.
Općinska nogometna liga Daruvar je bila liga sedmog stupnja nogometnog prvenstva Jugoslavije u sezoni 1978./79. 

Sudjelovalo je 12 klubova, a prvak je bio klub "Ribar" iz Končanice.  

## Sustav natjecanja
12 klubova je igralo dvokružnu ligu (22 kola). 

## Ljestvica
| mj. | klub                         | ut. | pob | ner | por | gol+ | gol- | bod |
| --- | ---------------------------- | --- | --- | --- | --- | ---- | ---- | --- |
| 1.  | Ribar Končanica              | 21  | 15  | 3   | 3   | 99   | 44   | 33  |
| 2.  | Omladinac Ivanovo Polje      | 20  | 14  | 2   | 4   | 92   | 34   | 30  |
| 3.  | Sokol Sokolovac              | 21  | 14  | 4   | 3   | 80   | 27   | 30  |
| 4.  | Partizan Veliki Bastaji      | 20  | 14  | 2   | 4   | 84   | 44   | 30  |
| 5.  | Partizan Batinjani           | 21  | 10  | 5   | 6   | 67   | 59   | 25  |
| 6.  | Dinamo Šuplja Lipa           | 21  | 11  | 3   | 7   | 64   | 49   | 25  |
| 7.  | Dinamo Dežanovac             | 20  | 9   | 0   | 11  | 47   | 60   | 18  |
| 8.  | Imsovac                      | 20  | 6   | 3   | 11  | 47   | 71   | 15  |
| 9.  | Mladost Daruvarski Brestovac | 21  | 7   | 1   | 13  | 49   | 70   | 15  |
| 10. | Naša krila Mala Maslenjača   | 20  | 5   | 1   | 14  | 37   | 92   | 13  |
| 11. | Borac Markovac               | 21  | 4   | 0   | 17  | 38   | 115  | 8   |
|     | Mladost Velika Klisa         | 11  | 0   | 0   | 11  | 8    | 45   | 0   |

- ljestvica bez nekoliko rezultata
- "Mladost" Velika Klisa – odustali uoči proljetnog dijela
- Daruvarski Brestovac – također iskazan kao Brestovac Daruvarski
- Mala Maslenjača – tada samostalno naselje, od 2001. dio naselja Maslenjača

## Rezultatska križaljka
| kratica | klub                         | BOR | DIND | DINŠL | IMS | MLADB | NAŠK | OML | PARB | PARVB | RIB | SOK | MLAVK |
| --- | ---------------------------- | --- | ---- | ----- | --- | ----- | ---- | --- | ---- | ----- | --- | --- | ----- |
| BOR | Borac Markovac               |     |      |       |     |       |      |     |      |       |     |     |       |
| DIND | Dinamo Dežanovac             |     |      |       |     |       |      |     |      |       |     |     |       |
| DINŠL | Dinamo Šuplja Lipa           |     |      |       |     |       |      |     |      |       |     |     |       |
| IMS | Imsovac                      |     |      |       |     |       |      |     |      |       |     |     |       |
| MLADB | Mladost Daruvarski Brestovac |     |      |       |     |       |      |     |      |       |     |     |       |
| NAŠK | Naša krila Mala Maslenjača   |     |      |       |     |       |      |     |      |       |     |     |       |
| OML | Omladinac Ivanovo Polje      |     |      |       |     |       |      |     |      |       |     |     |       |
| PARB | Partizan Batinjani           |     |      |       |     |       |      |     |      |       |     |     |       |
| PARVB | Partizan Veliki Bastaji      |     |      |       |     |       |      |     |      |       |     |     |       |
| RIB | Ribar Končanica              |     |      |       |     |       |      |     |      |       |     |     |       |
| SOK | Sokol Sokolovac              |     |      |       |     |       |      |     |      |       |     |     |       |
| MLAVK | Mladost Velika Klisa         |     |      |       |     |       |      |     |      |       |     |     |       |
| |                              |     |      |       |     |       |      |     |      |       |     |     |       |
| podebljan rezultat - utakmice od 1. do 11. kola (1. utakmica između klubova) rezultat normalne debljine - utakmice od 12. do 22. kola (2. utakmica između klubova) rezultat nakošen - nije vidljiv redoslijed odigravanja međusobnih utakmica iz dostupnih izvora rezultat smanjen * - iz dostupnih izvora nije uočljiv domaćin susreta prekrižen rezultat - poništena ili brisana utakmica p - utakmica prekinuta 3:0 p.f. / 0:3 p.f. - rezultat 3:0 bez borbe n.i. - nije igrano |                              |     |      |       |     |       |      |     |      |       |     |     |       |

 Izvori: